# Ortensio Lando
Ortensio Lando ou Ortensio Landi, né à Milan vers 1510-1512 et mort à Naples, vers 1556-1559, est un humaniste italien.

## Biographie
Né probablement à Milan vers 1510 de Domenico Landi, originaire de Plaisance et Caterina Castelletta, milanaise, Ortensio Lando entre dans un couvent augustin en 1523, prenant le nom de « Jeremiah ». En 1523 il passe à Padoue, puis à Gênes, Sienne, Naples et en 1531 au couvent bolognais de San Giacomo Maggiore, où il étudie la théologie, tandis qu'à Bologne il aurait obtenu son diplôme en médecine.
Ortensio Lando mène une vie erratique à travers l'Italie et l'Europe, une satire contre Érasme l'oblige à se réfugier en France, avant d'arriver enfin à Venise, où il est polygraphe, travaillant pour les éditeurs vénitiens pour lesquels il fait des traductions, compile des catalogues et annote des textes classiques. Il écrit de nombreuses œuvres, souvent anonymes, ou sous un pseudonyme, et comme telles, consignées dans le dictionnaire de Melzi. Ortensio Lando est connu comme traducteur de Cicéron et de L'Utopia de Thomas More, la première traduction italienne publiée en 1548 à Venise par Anton Francesco Doni.

## Publications principales
- Cicero relegatus et Cicero revocatus Dialogi festivissimi, Sebastian Gryphius, Lyon 1534 und Michael Blum, Leipzig 1534.
- Forcianae quaestiones, in quibus varia Italorum ingenia explicantur, multaque alia scitu non indigna (deutsch: Gespräche in Forci), Martinus de Ragusia, Lyon/Neapel 1535; Basel 1541, 1542 und 1544, Löwen 1550 und Nürnberg 1559.
- Il Desiderii Erasmi Roterodami Funus, Dialogus lepidissimus, Nunc primum in lucem editus, Bale 1540.
  - I funerali di Erasmo da Rotterdam, Hg. Lorenzo di Leonardo, Forum, Udine 2012.
- Paradossi, Gioanni Pullon da Trino, Lyon 1543. (Hg. Antonio Corsaro, Edizioni di storia e letteratura, Rom 2000).
  - Français: Paradoxes, trad. M.-F. Piéjus, Les Belles Lettres, Paris 2012.
- Confutazione del libro dei paradossi nuovamente composta, et in tre orationi distinta, 1544/1545.
- Commentario delle più notabili, et mostruose cose d’Italia, & altri luoghi, di lingua Aramea in Italiana tradotto, nel qual s’impara, et prendesi istremo piacere. Vi si e Poi aggionto un breve Catalogo delli inventori delle cose, che si mangiano, & se beveno, novamente ritrovate, M. Anonymo di Utopia composto, Venezia 1548. (Commentario delle più notabili e mostruose cose d'Italia e altri luoghi. Catalogo de gli inventori delle cose che si mangiano & si beveno, Hg. G. und P. Salvatori, Pendragon, Bologne 2002).
- Lettere di molte valorose donne, nelle quali chiaramente appare non esser ne di eloquentia ne di dottrina alli huomini inferiori, Gabriel Giolito de Ferrari, Venise 1548[3]
- Sermoni funebri de vari authori nella morte de diversi animali, Gabriel Giolito, Venise 1548.
- La sferza de scrittori antichi e moderni di M. Anonimo di Utopia alla quale, è dal medesimo aggiunta una essortatione allo studio delle lettere, Venedig 1550. (La sferza de’ scrittori antichi e moderni, Hg. Paolo Procaccioli, Vignola, Rome 1995)
- Dialogo di M. Hortensio Lando, nel quale si ragiona della consolatione, et utilità, che si gusta leggendo la Sacra Scrittura. Trattasi etiandio dell’ordine, che tener si dee nel leggerle, & mostrasi essere le Sacre lettere di vera eloquenza, e di varia dottrina alle Pagane lettere superiori, Comin da Trino, Venise 1552.
- Quattro libri de dubbi con le solutioni a ciascun dubbio accomodate. La materia del primo è naturale, del secondo è mista (benche per lo piu sia Morale) del Terzo è Amorosa, et del Quarto è Religiosa, Gabriel Giolito, Venise 1552.